# Sainte-Blandine (Deux-Sèvres)
Sainte-Blandine is een plaats en voormalige gemeente in het Franse departement Deux-Sèvres in de regio Nouvelle-Aquitaine en telt 540 inwoners (1999). De plaats maakt deel uit van het arrondissement Niort.

## Geschiedenis
Sainte-Blandine is op 1 januari 2019 gefuseerd met de gemeenten Aigonnay en Mougon-Thorigné tot de gemeente Aigondigné. 

## Geografie
De oppervlakte van Sainte-Blandine bedraagt 16,4 km², de bevolkingsdichtheid is 32,9 inwoners per km².
De onderstaande kaart toont de ligging van Sainte-Blandine (Deux-Sèvres) met de belangrijkste infrastructuur en aangrenzende gemeenten.

## Demografie
Onderstaande figuur toont het verloop van het inwonertal.
Aigonnay · Mougon · Sainte-Blandine · Thorigné